# Simon Reich
Simon Reich (* 1984) ist ein deutscher Handballschiedsrichter aus Metzingen. Er ist seit 2001 Schiedsrichter und gehört zum Elitekader der Schiedsrichter des DHBs.

## Karriere
Reich wurde 2001 Schiedsrichter, seit 2002 pfeift er mit seinem Gespannpartner Hanspeter Brodbeck. 2008 schaffte das Gespann den Sprung in die Oberliga, 2009 pfiffen sie erstmals in der Regionalliga. Die erste Nominierung für den Förderkader des DHBs erfolgte 2010. Durch das EHF Young Referee Project folgte der Aufstieg in den Eliteanschlusskader in der Saison 2012/13. Das Debüt in der Bundesliga erfolgte ebenfalls 2013. Im April folgte eine Ansetzung für ein Halbfinale im Final-4 der Frauen. 2016 wurde das Gespann für die U-18-Handball-Europameisterschaft der Männer 2016 nominiert, wo es ihre ersten internationalen Partien leiten durften. Den Status als internationale Schiedsrichter gab das Duo allerdings 2017 wieder auf. 2024 durften Brodbeck/Reich das Finale des DHB-Pokals leiten. Auf Ebene des DHBs kommt Reich auf über 300 Spiele, sowie auf 14 internationale Partien.

## Privates
Reich ist verheiratet und hat zwei Kinder. Er studierte Produktionsmanagement und Automobilwirtschaft im Bachelor und Automobilmanagement im Master. Er ist in der Automobilbranche tätig. Reichs Stammverein ist die TuS Metzingen.